# خوان غابرييل باتينو
خوان غابرييل باتينو (بالإسبانية: Juan Gabriel Patiño)‏ هو لاعب كرة قدم ومدرب كرة قدم باراغواياني في مركز قلب الدفاع، ولد في 20 مايو 1989 في Pirayú ‏ في باراغواي. شارك مع منتخب باراغواي لكرة القدم. أما مع النوادي، فقد لعب مع نادي غواراني.

## وصلات خارجية
- خوان غابرييل باتينو على موقع قاعدة بيانات كرة القدم.إي يو (الإنجليزية)
- خوان غابرييل باتينو على موقع ناشيونال فوتبول تيمز (الإنجليزية)
- خوان غابرييل باتينو على موقع Soccerway.com (الإنجليزية)
- خوان غابرييل باتينو على موقع AS.com (الإسبانية)